# Rockholds
Rockholds – jednostka osadnicza w Stanach Zjednoczonych, w stanie Kentucky, w hrabstwie Whitley.